# Politikens filmjournal 084
Politikens filmjournal 084 er en dansk ugerevy fra 1951.

## Handling
1) Holland: Militærparade for dronning Juliana og prins Bernhard.

2) Krigen i Korea. Benzin-bomber nedkastes over Nordkorea. Faldne amerikanere føres tilbage til USA.

3) Italien: 10.000-tons italiensk tankskib eksploderet på værft.

4) Børn til afdansningsbal på danseskole.

5) Tyskland: Den tyske mesterjonglør Eldine går på line.

6) Japan: Den japanske vulkan "Mihara" i udbrud.

7) Fodboldsæsonen i Danmark åbner. 14.000 tilskuere ser kampen mellem KB og B1903.

8) Italien: Torpedo-lignende italiensk racerbil kører 313 km/t.